# Koffiefilter

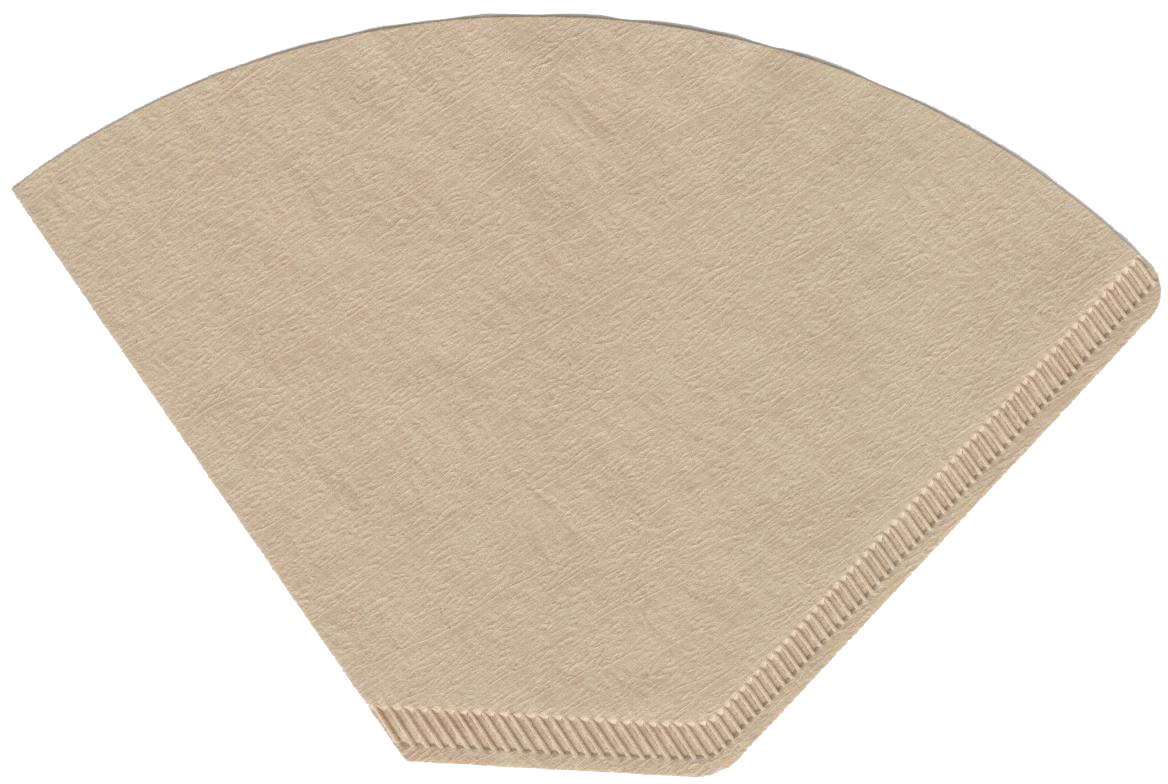
Ongebleekt koffiefilter

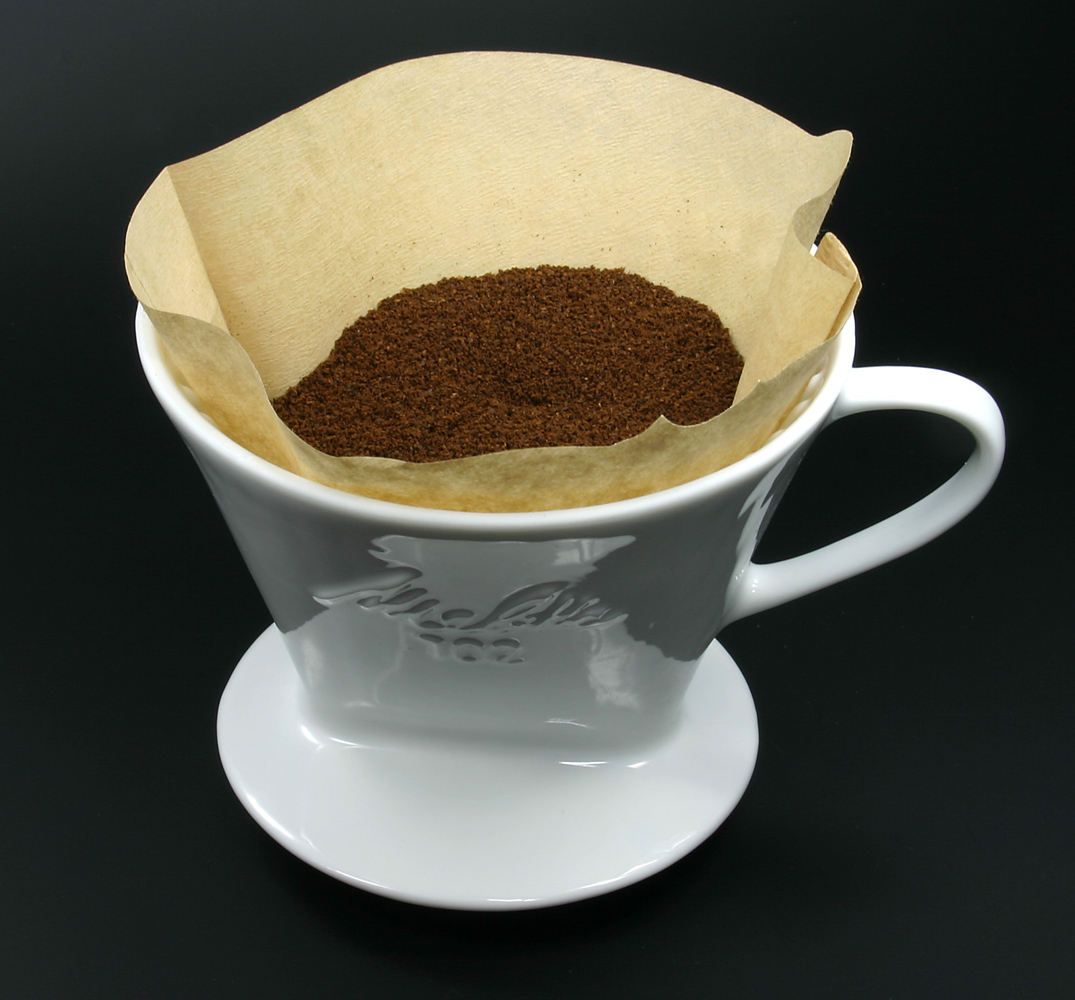
Koffiefilter klaar voor gebruik

Een koffiefilter is een filter dat wordt gebruikt om het koffiedik te scheiden van de koffie. De op deze manier gemaakte koffie wordt wel filterkoffie genoemd. Een koffiefilter kan uit verschillende materialen bestaan. Wegwerpkoffiefilters zijn doorgaans van papier gemaakt, maar er bestaan ook koffiefilters die vaker gebruikt kunnen worden. 
Het bekendste systeem is de zogenoemde Melitta-filter. Dit filter is uitgevonden door de uit Dresden afkomstige huisvrouw Melitta Bentz, die hier op 8 juli 1908 patent voor verkreeg. Zij kwam op het idee omdat zij zich ergerde aan koffiedik in de kopjes. Zij bedacht een papieren filter, gemaakt van een vloeipapier uit een schoolschrift van haar zoon, dat zij in een metalen schaaltje legde waarin zij gaatjes had geprikt. Toen zij daarop complimenten van haar dameskransje kreeg, besloot zij patent aan te vragen. Nog dat jaar startte zij een onderneming.
Sinds die tijd is er ook een koffiefilterhouder bedacht waar je de koffiefilters handig in kunt bewaren.
Advies: het geribbelde randje onderaan het filter voor gebruik omvouwen. Wordt dat nagelaten dan past het filter minder goed in de houder en kan het dubbelvouwen bij het zetten van de koffie waardoor het water langs het filter loopt, of het koffiedik loopt over de rand van het filter heen.